# Старогрчка дипломатија
Старогрчка дипломатија која се у почетку бавила односима између држава античке Грчке, а касније и са другим државама на простору Медитерана, била је вештина заступања интереса једне државе, владе, владара или друштвене групе у другој држави и спољњој политици уопште. Зачета је у античкој Грчкој и постала део је вишевековна традиција која је на крају инспирисала рађање модерне дипломатије у пост-ренесансној Европи и тако довела до интензивног развоја садашњег светског система међународних односа.

## Историја
Иако се најранији писани докази о грчкој дипломатији налазе описани у литератури, највише у Хомеровој  Илијади и Одисеји, први трагови међудржавних односа у античкох грчкој јавили су се токо одржавања  Олимпијских игара 776. године п. н. е. Били су то:
- У 6. веку п.н. е. Амфиктонске лиге која одржавала међудржавне скупштине, засноване на екстратериторијалним правима и сталним секретаријатима.
- Савези које је основала Спарта средином 6. века п.н.е.
- Пелопоннеска лига основана 500. године п.н.е
- Делијанска лига, коју је предводила Атина током грчко-персијских ратова.[3]

### Дипломате
Грчка дипломатија је кроз дужи временски перид попримила многе облике дипломатије. Прве дипломатске активносто у античкој Грчкој почели су да развијају гласниици, затим изасланаици и проксени (који су били нека врста данашњих почасних конзула):
Гласници и изасланици
Гласници, који се могу наћи и у праисторији, били били прве дипломате у античкој Грчкој. Они су били заштићени боговима, и имали су са имунитет за разлику од других изасланика, који тај имунитет нису имали. Њихов заштитник је био Хермес, гласник богова, који је временом постао повезан и са свом будућом дипломацијом.
Гласник Зевса, Хермес био је познат по способностима као што је су моћ убеђивања и елоквенција, али и по руглу, исмевању и непоштењу, дајући дипломатији репутацију како би њени практичари и даље покушавали да опстану у животу.
Пошто су гласници били неповредиви, они су били омиљени канали контакта у рату. Такође они су претходили првим контактима изасланика, како би им осигурали што сигурнији пролаз. Док су гласници путовали сами, изасланици су путовали у малим групама, како би осигурали међусобну оданост. 
Гласници су по правилу били старији од 50 година, и политички истакнуте личности. Будући да се од њих очекивало да утичу на стране скупштине, изасланици су бирани из редова оних који су имали одличне ораторске вештине. 
Иако су такве мисије гласника биле честе, грчка дипломатија је у свакодневној пракси, била више епизодна него континуирана активност, јер су за разлику од модерних амбасадора, гласници и изасланици били привремени ”посетиоци” у градовима — државама чија је политика настојала да исапољи одређен утицај.
Проксени (протестати)
Античка Грчка је, због своје подељености на бројне градове — државе, била погодна за развој дипломатских односа. У том смислу грчки градови — државе су за разлику од дипломатских односа, развијале паралелно и континуирано и комерцијалне и друге аполитичне односе међу градовима — државама. Тако су настали Грчки конзуларни агенти, или проксени  (грч: προξενία), нека врста претече почасних конзула. Били су то грађани града у коме живе, а не града — државе која их је ангажовала.  У Грчкој протестати и проксени, су такође били посредници у правним и политичким односима између странаца који су живели у Грчкој и локалних државних органа.
Као и изасланици, и они су имали секундарни задатак прикупљања информација, мада је њихова примарна одговорност била трговина. Иако су проксени у почетку представљали једну грчку државу у другој грчкој држави, на крају су постали нека врста заченика савремених конзула у другим државама, о чему у свом чувеном делу Историја, Херодот указује на то да је било грчких конзула у Египту око 550. године п. н. е. На основу ових сазнања неки истраживачи сматрају да нпр. установа конзула потиче из античког периода. По њима ова установа води порекло од магистрата које су именовали стари Грци, који су живели у Египту, а који су судили међусобне спорове на основу сопствених закона.

## Неке карактеристике старогрчке дипломатије
Грци су били ти који су међу првима развили архиве, дипломатски вокабулар, принципе међународног понашања, и тиме постали зачетници међународног права, и многих других елемената модерне дипломатије. Само у једном 25-то годишњем период у 4. веку п. н. е, на пример, било је осам грчко-персијски конгреса, на којима су чак и најмање државе имале право да буду саслушане.
Њихови изасланици и пратиоци уживали су дипломатски имунитет због своје службене кореспонденције и личне имовине. 
Примирје, неутралност, комерцијалне конвенције, конференције, уговори и савези били су уобичајени. 